# Lucino (Rodano)
Lucino (Lusin in dialetto milanese, AFI: [lyˈzĩː]) è una frazione del comune italiano di Rodano ormai fusa nel centro abitato, di cui costituisce la porzione meridionale.

## Storia
Registrato agli atti del 1751 come un villaggio milanese di 180 abitanti, alla proclamazione del Regno d'Italia nel 1805 Lucino risultava avere 197 residenti. Nel 1809 un regio decreto di Napoleone determinò la prima esperienza di unione con Rodano, ma nel 1811 fu decisa la soppressione dell'autonomia municipale per annessione a Pioltello. Il Comune di Lucino fu poi ripristinato con il ritorno degli austriaci nel 1816, ma furono tuttavia gli stessi governanti tedeschi a dover poi tornare sui loro passi riconoscendo la bontà dell'antico modello napoleonico portante l'unione di due villaggi già assai geograficamente vicini, e con regio dispaccio del 17 gennaio 1841 ripristinarono la perpetua fusione con Rodano.

## Monumenti e luoghi d’interesse

### Architetture religiose
La Chiesa di San Giovanni è sede di una parrocchia pluri-centenaria.